# Eleições autárquicas portuguesas de 2001 no distrito de Beja
| Eleições autárquicas portuguesas de 2001 Distritos: Aveiro \| Beja \| Braga \| Bragança \| Castelo Branco \| Coimbra \| Évora \| Faro \| Guarda \| Leiria \| Lisboa \| Portalegre \| Porto \| Santarém \| Setúbal \| Viana do Castelo \| Vila Real \| Viseu \| Açores \| Madeira |

## Resultados por concelho
Os resultados nos concelhos do Distrito de Beja foram os seguintes:

### Aljustrel
| Partido                 | Partido                        | Votos | %               | +/-  | Vereadores | +/-     |
| ----------------------- | ------------------------------ | ----- | --------------- | ---- | ---------- | ------- |
|                         | Coligação Democrática Unitária | 3 334 | 57,02 / 100,00  | 3,51 | 3 / 5      | 1       |
|                         | Partido Socialista             | 1 977 | 33,81 / 100,00  | 3,82 | 2 / 5      | 1       |
|                         | Partido Social Democrata       | 297   | 5,08 / 100,00   | 0,20 | 0 / 5      | Estável |
| Votos Inválidos         | Votos Inválidos                | 239   | 4,09 / 100,00   | 0,51 |            |         |
| Total                   | Total                          | 5 847 | 100,00 / 100,00 |      | 5 / 5      |         |
| Eleitorado/Participação | Eleitorado/Participação        | 9 538 | 61,30 / 100,00  | 1,11 |            |         |

### Almodôvar
| Partido                 | Partido                        | Votos | %               | +/-  | Vereadores | +/-     |
| ----------------------- | ------------------------------ | ----- | --------------- | ---- | ---------- | ------- |
|                         | Partido Social Democrata       | 2 821 | 48,37 / 100,00  | 5,61 | 3 / 5      | 1       |
|                         | Partido Socialista             | 2 519 | 43,19 / 100,00  | 0,24 | 2 / 5      | 1       |
|                         | Coligação Democrática Unitária | 165   | 2,83 / 100,00   | 5,62 | 0 / 5      | Estável |
|                         | Partido Popular                | 37    | 0,63 / 100,00   | -    | 0 / 5      | -       |
| Votos Inválidos         | Votos Inválidos                | 270   | 4,97 / 100,00   | 0,87 |            |         |
| Total                   | Total                          | 5 832 | 100,00 / 100,00 |      | 5 / 5      |         |
| Eleitorado/Participação | Eleitorado/Participação        | 7 903 | 73,79 / 100,00  | 5,85 |            |         |

### Alvito
| Partido                 | Partido                        | Votos | %               | +/-   | Vereadores | +/-     |
| ----------------------- | ------------------------------ | ----- | --------------- | ----- | ---------- | ------- |
|                         | Partido Socialista             | 715   | 45,37 / 100,00  | 11,55 | 2 / 5      | Estável |
|                         | Coligação Democrática Unitária | 507   | 32,17 / 100,00  | 12,83 | 2 / 5      | 1       |
|                         | Partido Social Democrata       | 258   | 16,37 / 100,00  | 2,25  | 1 / 5      | 1       |
|                         | Partido Popular                | 35    | 2,22 / 100,00   | 0,81  | 0 / 5      | Estável |
| Votos Inválidos         | Votos Inválidos                | 61    | 3,87 / 100,00   | 1,78  |            |         |
| Total                   | Total                          | 1 576 | 100,00 / 100,00 |       | 5 / 5      |         |
| Eleitorado/Participação | Eleitorado/Participação        | 2 180 | 72,29 / 100,00  | 2,44  |            |         |

### Barrancos
| Partido                 | Partido                        | Votos | %               | +/-  | Vereadores | +/-     |
| ----------------------- | ------------------------------ | ----- | --------------- | ---- | ---------- | ------- |
|                         | Partido Socialista             | 634   | 46,96 / 100,00  | 0,52 | 3 / 5      | 1       |
|                         | Coligação Democrática Unitária | 622   | 46,07 / 100,00  | 0,98 | 2 / 5      | 1       |
|                         | Partido Social Democrata       | 37    | 2,74 / 100,00   | 0,98 | 0 / 5      | Estável |
| Votos Inválidos         | Votos Inválidos                | 57    | 4,22 / 100,00   | 0,52 |            |         |
| Total                   | Total                          | 1 350 | 100,00 / 100,00 |      | 5 / 5      |         |
| Eleitorado/Participação | Eleitorado/Participação        | 1 653 | 81,67 / 100,00  | 3,96 |            |         |

### Beja
| Partido                 | Partido                        | Votos  | %               | +/-  | Vereadores | +/-     |
| ----------------------- | ------------------------------ | ------ | --------------- | ---- | ---------- | ------- |
|                         | Coligação Democrática Unitária | 7 398  | 42,56 / 100,00  | 0,73 | 3 / 7      | 1       |
|                         | Partido Socialista             | 6 611  | 38,03 / 100,00  | 0,30 | 3 / 7      | Estável |
|                         | Partido Social Democrata       | 2 142  | 12,32 / 100,00  | 2,17 | 1 / 7      | 1       |
|                         | Partido Popular                | 322    | 1,85 / 100,00   | 0,16 | 0 / 7      | Estável |
|                         | Bloco de Esquerda              | 285    | 1,64 / 100,00   | Novo | 0 / 7      | Novo    |
| Votos Inválidos         | Votos Inválidos                | 624    | 3,59 / 100,00   | 0,46 |            |         |
| Total                   | Total                          | 17 382 | 100,00 / 100,00 |      | 7 / 7      |         |
| Eleitorado/Participação | Eleitorado/Participação        | 29 907 | 58,12 / 100,00  | 0,06 |            |         |

### Castro Verde
| Partido                 | Partido                        | Votos | %               | +/-  | Vereadores | +/-     |
| ----------------------- | ------------------------------ | ----- | --------------- | ---- | ---------- | ------- |
|                         | Coligação Democrática Unitária | 2 185 | 55,95 / 100,00  | 1,95 | 3 / 5      | Estável |
|                         | Partido Socialista             | 1 100 | 28,17 / 100,00  | 3,22 | 2 / 5      | Estável |
|                         | Partido Social Democrata       | 340   | 8,71 / 100,00   | 2,07 | 0 / 5      | Estável |
|                         | Bloco de Esquerda              | 148   | 3,79 / 100,00   | Novo | 0 / 5      | Novo    |
| Votos Inválidos         | Votos Inválidos                | 132   | 3,38 / 100,00   | 0,68 |            |         |
| Total                   | Total                          | 3 905 | 100,00 / 100,00 |      | 5 / 5      |         |
| Eleitorado/Participação | Eleitorado/Participação        | 6 321 | 61,78 / 100,00  | 1,08 |            |         |

### Cuba
| Partido                 | Partido                        | Votos | %               | +/-   | Vereadores | +/-     |
| ----------------------- | ------------------------------ | ----- | --------------- | ----- | ---------- | ------- |
|                         | Partido Socialista             | 1 958 | 58,90 / 100,00  | 10,54 | 3 / 5      | Estável |
|                         | Coligação Democrática Unitária | 1 210 | 36,40 / 100,00  | 9,77  | 2 / 5      | Estável |
|                         | Partido Social Democrata       | 60    | 1,81 / 100,00   | 0,78  | 0 / 5      | Estável |
|                         | Partido Popular                | 0     | 0,00 / 100,00   | -     | 0 / 5      | -       |
| Votos Inválidos         | Votos Inválidos                | 96    | 2,88 / 100,00   | 0,01  |            |         |
| Total                   | Total                          | 3 324 | 100,00 / 100,00 |       | 5 / 5      |         |
| Eleitorado/Participação | Eleitorado/Participação        | 4 326 | 76,84 / 100,00  | 3,83  |            |         |

### Ferreira do Alentejo
| Partido                 | Partido                        | Votos | %               | +/-  | Vereadores | +/-     |
| ----------------------- | ------------------------------ | ----- | --------------- | ---- | ---------- | ------- |
|                         | Partido Socialista             | 2 992 | 52,13 / 100,00  | 0,52 | 3 / 5      | Estável |
|                         | Coligação Democrática Unitária | 1 704 | 29,69 / 100,00  | 8,38 | 2 / 5      | Estável |
|                         | Partido Social Democrata       | 795   | 13,85 / 100,00  | 9,07 | 0 / 5      | Estável |
|                         | Partido Popular                | 90    | 1,57 / 100,00   | 0,90 | 0 / 5      | Estável |
| Votos Inválidos         | Votos Inválidos                | 158   | 2,75 / 100,00   | 1,09 |            |         |
| Total                   | Total                          | 5 739 | 100,00 / 100,00 |      | 5 / 5      |         |
| Eleitorado/Participação | Eleitorado/Participação        | 8 339 | 68,82 / 100,00  | 3,54 |            |         |

### Mértola
| Partido                 | Partido                        | Votos | %               | +/-  | Vereadores | +/-     |
| ----------------------- | ------------------------------ | ----- | --------------- | ---- | ---------- | ------- |
|                         | Partido Socialista             | 2 875 | 47,35 / 100,00  | 1,26 | 3 / 5      | 1       |
|                         | Coligação Democrática Unitária | 2 818 | 46,41 / 100,00  | 2,53 | 2 / 5      | 1       |
|                         | Partido Social Democrata       | 92    | 1,52 / 100,00   | 0,49 | 0 / 5      | Estável |
|                         | Partido Popular                | 47    | 0,77 / 100,00   | 0,42 | 0 / 5      | Estável |
| Votos Inválidos         | Votos Inválidos                | 240   | 3,95 / 100,00   | 1,20 |            |         |
| Total                   | Total                          | 6 072 | 100,00 / 100,00 |      | 5 / 5      |         |
| Eleitorado/Participação | Eleitorado/Participação        | 8 247 | 73,63 / 100,00  | 0,59 |            |         |

### Moura
| Partido                 | Partido                        | Votos  | %               | +/-  | Vereadores | +/-     |
| ----------------------- | ------------------------------ | ------ | --------------- | ---- | ---------- | ------- |
|                         | Coligação Democrática Unitária | 2 958  | 41,10 / 100,00  | 4,96 | 3 / 7      | 1       |
|                         | Partido Socialista             | 2 955  | 41,06 / 100,00  | 8,72 | 3 / 7      | 1       |
|                         | Partido Social Democrata       | 780    | 10,84 / 100,00  | 6,89 | 1 / 7      | Estável |
|                         | Partido Popular                | 220    | 3,06 / 100,00   | -    | 0 / 7      | -       |
| Votos Inválidos         | Votos Inválidos                | 284    | 3,94 / 100,00   | 0,08 |            |         |
| Total                   | Total                          | 7 197  | 100,00 / 100,00 |      | 7 / 7      |         |
| Eleitorado/Participação | Eleitorado/Participação        | 14 456 | 49,79 / 100,00  | 2,92 |            |         |

### Odemira
| Partido                 | Partido                        | Votos  | %               | +/-  | Vereadores | +/-     |
| ----------------------- | ------------------------------ | ------ | --------------- | ---- | ---------- | ------- |
|                         | Partido Socialista             | 8 078  | 53,02 / 100,00  | 6,68 | 4 / 7      | Estável |
|                         | Coligação Democrática Unitária | 5 321  | 34,93 / 100,00  | 3,10 | 3 / 7      | Estável |
|                         | Partido Social Democrata       | 1 025  | 6,73 / 100,00   | 2,95 | 0 / 7      | Estável |
|                         | Bloco de Esquerda              | 128    | 0,84 / 100,00   | Novo | 0 / 7      | Novo    |
| Votos Inválidos         | Votos Inválidos                | 683    | 4,49 / 100,00   | 0,23 |            |         |
| Total                   | Total                          | 15 235 | 100,00 / 100,00 |      | 7 / 7      |         |
| Eleitorado/Participação | Eleitorado/Participação        | 22 930 | 66,44 / 100,00  | 2,91 |            |         |

### Ourique
| Partido                 | Partido                        | Votos | %               | +/-   | Vereadores | +/-     |
| ----------------------- | ------------------------------ | ----- | --------------- | ----- | ---------- | ------- |
|                         | Partido Social Democrata       | 1 913 | 43,60 / 100,00  | 6,25  | 3 / 5      | Estável |
|                         | Partido Socialista             | 1 687 | 38,45 / 100,00  | 17,47 | 2 / 5      | 1       |
|                         | Coligação Democrática Unitária | 560   | 12,76 / 100,00  | 11,85 | 0 / 5      | 1       |
|                         | Bloco de Esquerda              | 41    | 0,93 / 100,00   | Novo  | 0 / 5      | Novo    |
|                         | Partido Popular                | 19    | 0,43 / 100,00   | 0,50  | 0 / 5      | Estável |
| Votos Inválidos         | Votos Inválidos                | 168   | 3,82 / 100,00   | 0,20  |            |         |
| Total                   | Total                          | 4 388 | 100,00 / 100,00 |       | 5 / 5      |         |
| Eleitorado/Participação | Eleitorado/Participação        | 5 723 | 76,67 / 100,00  | 5,56  |            |         |

### Serpa
| Partido                 | Partido                        | Votos  | %               | +/-  | Vereadores | +/-     |
| ----------------------- | ------------------------------ | ------ | --------------- | ---- | ---------- | ------- |
|                         | Coligação Democrática Unitária | 4 534  | 55,06 / 100,00  | 4,97 | 5 / 7      | 1       |
|                         | Partido Socialista             | 2 541  | 30,86 / 100,00  | 9,48 | 2 / 7      | 1       |
|                         | Partido Social Democrata       | 420    | 5,10 / 100,00   | 2,10 | 0 / 7      | Estável |
|                         | Partido Popular                | 282    | 3,42 / 100,00   | 2,06 | 0 / 7      | Estável |
|                         | PCTP/MRPP                      | 91     | 1,11 / 100,00   | 0,63 | 0 / 7      | Estável |
| Votos Inválidos         | Votos Inválidos                | 367    | 4,46 / 100,00   | 0,98 |            |         |
| Total                   | Total                          | 8 235  | 100,00 / 100,00 |      | 7 / 7      |         |
| Eleitorado/Participação | Eleitorado/Participação        | 14 976 | 54,99 / 100,00  | 1,68 |            |         |

### Vidigueira
| Partido                 | Partido                        | Votos | %               | +/-   | Vereadores | +/-     |
| ----------------------- | ------------------------------ | ----- | --------------- | ----- | ---------- | ------- |
|                         | Partido Socialista             | 1 872 | 50,03 / 100,00  | 10,10 | 3 / 5      | 1       |
|                         | Coligação Democrática Unitária | 1 475 | 39,42 / 100,00  | 4,41  | 2 / 5      | 1       |
|                         | Partido Social Democrata       | 191   | 5,10 / 100,00   | 5,31  | 0 / 5      | Estável |
|                         | Partido Popular                | 51    | 1,36 / 100,00   | 0,13  | 0 / 5      | Estável |
| Votos Inválidos         | Votos Inválidos                | 153   | 4,09 / 100,00   | 0,51  |            |         |
| Total                   | Total                          | 3 742 | 100,00 / 100,00 |       | 5 / 5      |         |
| Eleitorado/Participação | Eleitorado/Participação        | 5 517 | 67,83 / 100,00  | 4,26  |            |         |